# Јогев Охајон
Јогев Охајон (хебр. יוגב אוחיון; Сафед, 24. април 1987) је израелски кошаркаш. Игра на позицији плејмејкера, а тренутно наступа за Хапоел Холон. 

## Биографија
Одрастао је у млађим категоријама Хапоел Галил Елјона, а затим је играо и за сениорски тим овог клуба у периоду од 2004. до 2008. године. Сезону 2008/09. провео је у екипи Ирони Нахарија, а наредне две био је играч Хапоела из Јерусалима. У јулу 2011. потписао је уговор са Макабијем из Тел Авива. У дресу овог славног клуба провео је пуних шест сезона и освојио једну Евролигу, једну Јадранску лигу, две Суперлиге Израела и шест националних купова. У јулу 2017. вратио се у Хапоел из Јерусалима, и ту је провео наредне две сезоне. Од јула 2019. играч је Хапоел Холона.
Члан је репрезентације Израела за коју је наступао на Европским првенствима 2011, 2013. и 2015. године.

## Успеси

### Клупски
- Макаби Тел Авив:
  - Евролига (1): 2013/14.
  - Јадранска лига (1): 2011/12.
  - Првенство Израела (2): 2011/12, 2013/14.
  - Куп Израела (6): 2012, 2013, 2014, 2015, 2016, 2017.

- Хапоел Јерусалим:
  - Куп Израела (1): 2019.

### Појединачни
- Најкориснији играч фајнал фора Првенства Израела (1): 2011/12.